# Ruda (powiat garwoliński)
Ruda – wieś sołecka w Polsce położona w województwie mazowieckim, w powiecie garwolińskim, w gminie Trojanów. Leży nad Okrzejką.
W latach 1975–1998 miejscowość należała administracyjnie do województwa siedleckiego.
Wierni Kościoła rzymskokatolickiego należą do parafii św. Bartłomieja Apostoła w Korytnicy.